# Большая Карланга
Больша́я Карланга́ (тат. Зур Кырлангы) — деревня в Буинском районе Республики Татарстан, в составе Нижненаратбашского сельского поселения.

## География
Деревня находится на реке Тоша, в 10 км к востоку от районного центра — города Буинска.

## История
Окрестности деревни были обитаемы в эпоху средневековья, о чём свидетельствуют археологические памятники: Большекарлангинские I, II, III, IV, V селища (именьковская культура), Большекарлангинское городище (именьковская культура).
Деревня основана в период Казанского ханства.
В XVIII — первой половине XIX века жители относились к сословию государственных крестьян. Основные занятия жителей в этот период — земледелие (в начале XX века земельный надел сельской общины составлял 1432,8 десятин) и скотоводство.
В «Списке населенных мест по сведениям 1859 года», изданном в 1866 году, населённый пункт упомянут как казённая деревня Большая Карланга 2-го стана Тетюшского уезда Казанской губернии. Располагалась при речке Карланге, по правую сторону тракта в Буинск, в 30 верстах от уездного города Тетюши и в 28 верстах от становой квартиры во владельческом селе Знаменское (Чипчаги). В деревне в 109 дворах жили 645 человек (349 мужчин и 296 женщин). Была мечеть.
В начале XX века в деревне действовали мечеть, медресе, 4 мелочные лавки.
До 1920 года деревня входила в Больше-Фроловскую волость Тетюшского уезда Казанской губернии. С 1920 года в составе Тетюшского, с 1927 года — Буинского кантонов ТАССР. С 10 августа 1930 года в Буинском районе.
В 1931 году в деревне был организован колхоз, в 2001 году переименован в производственный сельскохозяйственный кооператив «Алга», с 2003 года ООО «Нива», с 2013 года ООО «Ак Барс Буинск».

## Население
| 1782 | 1859 | 1908 | 1920 | 1922 | 1926 | 1938 | 1949 | 1958 | 1970 | 1979 | 1989 | 2002 | 2010 | 2015 |
| ---- | ---- | ---- | ---- | ---- | ---- | ---- | ---- | ---- | ---- | ---- | ---- | ---- | ---- | ---- |
| 92   | 645  | 1327 | 1146 | 1130 | 677  | 573  | 389  | 325  | 409  | 382  | 221  | 156  | 150  | 134  |

Национальный состав
Согласно результатам переписи 2002 года, в национальной структуре населения села татары составляли 100% из 156 человек.

## Экономика
Жители работают преимущественно в ООО «Ак Барс Буинск», занимаются полеводством, мясо-молочным скотоводством.

## Инфраструктура
В селе действует фельдшерско-акушерский пункт.

## Религия
Мечеть (1995 год).